# Polgári Demokrata Párt (1940)
A Polgári Demokrata Párt (PDP) egy rövid életű, kis magyar nemzeti liberális párt volt az 1940-es évek közepén-végén.

## Története
1944. december 2-án Szegeden a PDP egyike lett a Magyar Nemzeti Függetlenségi Frontot megalapító öt pártnak, amelyek már a hatalom megszerzésére készültek, mihelyt végetérnek a harcok. Ebben az időben az egyetlen olyan párt volt, amely az egyéni emberi szabadságjogok liberális programjának alapján állt (olyan elődökkel, mint Vázsonyi Vilmos Polgári Demokrata Pártja a század elején vagy a Rassay Károly-féle liberális párt). Első elnöke Teleki Géza gróf volt (Teleki Pál gróf fia, a Horthy Miklós kormányzó által korábban Moszkvába küldött – sikertelen – háromtagú fegyverszüneti bizottság egyik tagja Szentiványi Domokossal és Faragho Gáborral). A párt valódi operatív vezetője Szent-Iványi Sándor unitárius püspöki helynök volt.
A párt 1945 nyarára tudott országosan számottevő erővé szerveződni, de taglétszáma ekkor sem érte el az ötvenezret. Mivel tagjai egy része a nagytőkét képviselte, a kommunisták ekkoriban, tehát már az 1945-ös nemzetgyűlési választás előtt úgy kezelték őket, mint a Magyar Nemzeti Függetlenségi Fronton kívüli pártokat, holott a PDP a Front alapító tagja volt, s mint ilyen, az akkor még hivatalban lévő Ideiglenes Nemzeti Kormány egyik tagja Teleki Géza vallás- és közoktatásügyi miniszteren keresztül.
A pártnak Supka Géza vezetésével balszárnya is volt, programja miatt azonban a párt elszigetelt maradt. A korábbi politikai elit tagjai, főleg Teleki hamar a kommunisták politikai támadásainak kereszttüzébe kerültek. Teleki emiatt még 1945 nyarán elhagyni kényszerült a pártot, a kommunistáknak azonban ez sem volt elég, és a PDP-t még az őszi választások előtt kiközösíttették a Magyar Nemzeti Függetlenségi Frontból (ami egyúttal azt is jelentette, hogy a választások után felálló kormányzó nagykoalícióba nem kerülhettek be).
A PDP-ből váltak ki azok a radikális, baloldali polgári politikusok, akik megalakították a Magyar Radikális Pártot, melyet Csécsy Imre, Kende Zsigmond és Zsolt Béla vezetett, és amely önállóan indult az 1945-ös, majd az 1947-es választáson. A két pártot a kommunisták kezdeményezésére, részben Bilkei Gorzó Nándor PDP-politikus közbenjárásával később összevonták (de ez már a vég előjátéka volt számukra a kommunista egyeduralom korszakának kezdetén).
Az 1945-ös választáson a párt 76 393 szavazatot, 1,62%-ot kapott. Ezzel két képviselőt juttathatott a 409 tagú országgyűlésbe és az egyetlen ellenzéki párt lett.
Az 1947-es választáson kevesebb, 49 740 szavazatot (1%) szerzett, ami akkor három országgyűlési mandátumot jelentett (a PDP a hat ellenzéki párt közül ezzel a legkisebb lett).
A PDP lapja a párt befolyásához képest igen nagy, nyolcvanezres példányszámú napilap, a polgári radikálisokhoz közelálló Világ volt, amelyet 1945-től 1949-ig a pártalapító Supka Géza szerkesztett (a párt országgyűlési képviselője, ugyanakkor a magyarországi szabadkőművesek nagymestere).
A németek kitelepítésének ügyében a kollektív felelősséget hangsúlyozó Magyar Kommunista Párttal és a Nemzeti Parasztpárttal szemben a PDP a nemzetiségi hovatartozás és a politikai felelősség éles elválasztása mellett érvelt (a szociáldemokraták ugyancsak elutasították a kollektív felelősséget).
A kommunista nyomás alatt egyre inkább balra sodródó formációtól végül a magyar polgári politika doyenje, az ekkor már régóta Amerikában élő Jászi Oszkár is elhatárolta magát.

## Vezetői
Elnöke 1945 áprilisa és júliusa között Teleki Géza, ezután 1947-ig Szent-Iványi Sándor (ő még 1946-ban külföldre távozott és sohasem térhetett vissza). 1947-ben 8 alelnököt választottak, köztük volt Bródy Ernő, Örley Zoltán, Rupert Rezső és Supka Géza is. Az országos szervező Vészy Mátyás volt. Szent-Iványi emigrálása után Bródy Ernő lett az elnök. A pártot vezetői és tagsága alapján liberálisnak tartották, bár egységes álláspontot ezen belül a vezetés heterogenitása miatt (sokan a Horthy-korszak másod-, vagy harmadvonalbeli liberális politikusai voltak, néhány pedig a nagytőkét képviselték) sohasem tudtak elfoglalni.

## Választási eredményei
| Választások | Szavazatok száma | Szavazatok aránya | Mandátumok száma | Mandátumok aránya | Parlamenti szerepe |
| ----------- | ---------------- | ----------------- | ---------------- | ----------------- | ------------------ |
| 1945-ös     | 76 393           | 1,62%             | 2                | 0,49%             | ellenzék           |
| 1947-es     | 49 740           | 1,00%             | 3                | 0,73%             | ellenzék           |